# William Kenneth Hartmann

Hipótese do Grande Impacto de William Kenneth Hartmann.

William Kenneth Hartmann (Pensilvânia) é um planetologista estadunidense.
O asteroide 3341 Hartmann leva seu nome.